# Черкашин Олександр Миколайович
Олекса́ндр Микола́йович Черка́шин (біл. Алесь Чаркашын; 27 вересня 1982, Берестя, Білоруська РСР — 28 серпня 2015, Запоріжжя, Україна) — білоруський військовик, учасник війни на сході України (Добровольчий український корпус), псевдо «Тарас». «Народний Герой України» (посмертно).

## Життєпис
Активний учасник національного руху в Білорусі. Був членом спортивно-патріотичної організації «Край», активістом руху «Зубр». З 2009 року — в організації «Білоруська християнська демократія», став головою Берестейського міського осередку організації. Брав участь у демонстрації проти фальсифікації результатів президентських виборів 2010.
Навчався в Таврійському християнському інституті в Херсоні.
У 2014 році добровольцем вступив до лав Добровольчого українського корпусу «Правий сектор», був бійцем тактичної групи «Білорусь».
З січня 2015 року залучений до антитерористичної операції на сході України. Позивний «Тарас». Брав участь у боях за Донецький аеропорт, у селищі Піски, у районі міста Маріуполь.
Зазнав важких поранень у бою з проросійськими терористами 10 серпня 2015 року поблизу села Біла Кам'янка Тельманівського району Донецької області.
Помер у шпиталі.
Похований у м. Камениця-Жировіцька, Берестейський район, Білорусь.
По смерті залишилися батьки та двоє братів.

## Нагороди та вшанування
- Звання «Народний Герой України» (посмертно)
- Відзнака ДУК «Правий сектор» «Бойовий Хрест Корпусу» (№ 082. Наказ № 167/19 від 07 серпня 2019, посмертно)
- Медаль ордена Погоні (Рада БНР; 24 листопада 2022, посмертно)[3]

## Вшанування пам'яті
ім'я Черкашина викарбуване на Монументі білорусам, загиблим за Україну (Київ).